# Планинска бодлива джобна мишка
Планинската бодлива джобна мишка (Heteromys oresterus) е вид бозайник от семейство Торбести скокливци (Heteromyidae).

## Разпространение
Видът е разпространен в Коста Рика.